# Paprzyca (jezioro)
Paprzyca (niem. Paperitz) – jezioro rynnowe w Polsce, położone w województwie zachodniopomorskim, w powiecie choszczeńskim, w gminie Krzęcin.
Akwen leży w komplekcie leśnym na Pojezierzu Choszczeńskim, około 2 km na południę od miejscowości Chłopowo. Jezioro od strony zachodniej podlega silnym procesom eutrofizacji.